# 문피아
문피아(MUNPIA)는 대한민국의 인터넷 소설 웹사이트이다.